# علاء معن
علاء كاظم معن العماري (أيار 1967م - ) هو مهندس معماري عراقي، عُيّن أميناً لمدينة بغداد يوم 28 تشرين الأول عام 2020، خَلَفاً لمنهل الحبوبي. وأُقيلَ من منصبه يوم 13 أيار سنة 2022.